# بوينغ إف3بي
بوينغ إف3بي (بالإنجليزية: Boeing F3B)‏ هي طائرة مقاتلة أنتجت في الولايات المتحدة. من صناعة بوينغ. كانت تستخدم بشكل أساسي من قبل بحرية الولايات المتحدة. كان أول طيران لها في 3 فبراير 1928. دخلت الخدمة في 1928، صنع منها 74 طائرة.